# 三叉山

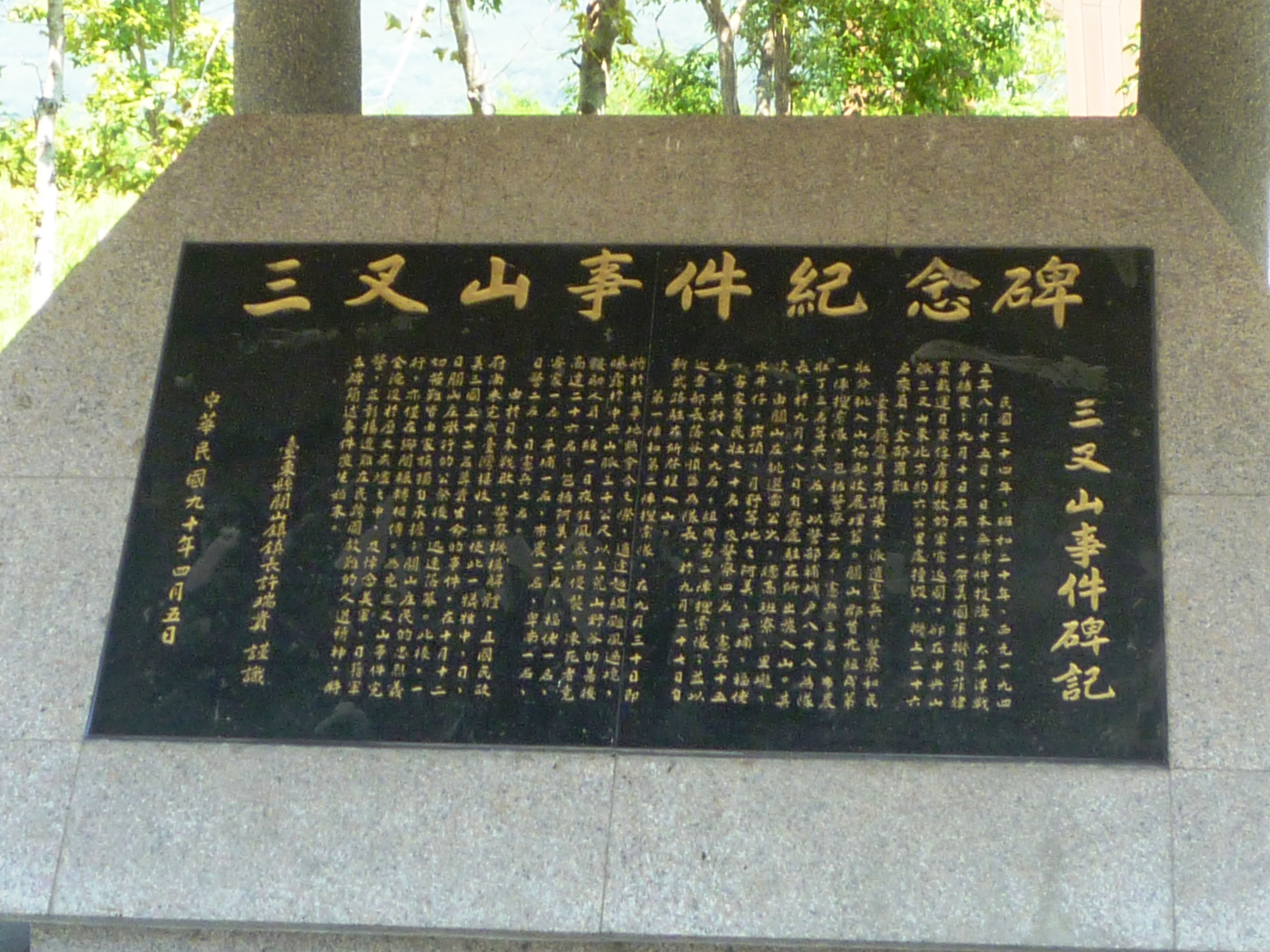
三叉山事件紀念碑立於臺東縣關山鎮關山親水公園內。

三叉山，舊稱哈音沙山（布農語： 或 ，日治時記載大分方面的布農族稱之為「 (Shinubeshi)」:44），為台灣中央山脈主脊南段的知名高山，標高3,496公尺，台灣百岳排名第27，山頂設有一等三角點、三等衛星點MZ83，位於臺東縣海端鄉利稻村、花蓮縣卓溪鄉古風村與高雄市桃源區梅山里三縣市交界，玉山國家公園南側的邊界。

## 地理描述
三叉山山體平緩且巨大，全山平坦崇闊，為十崇之一，從各角度遠望，外觀皆為渾圓敦厚的大草原，猶若高山牧場，佈有廣闊玉山箭竹草原。中央山脈主脊從北而來原本南北的走向，在三叉山附近轉為向西的走向，主脊往西方偏南連接向陽山，北邊連接南雙頭山、雲峰，三叉山附近東北側離山頂約2公里往東方分出的支稜連接新康山，此支稜接新康山的半途再往南方分出的支稜連接布拉克桑山。

### 水系
在三叉山東南坡山坳處，離山頂約700公尺，有著名的高山湖泊嘉明湖，離山頂南方約1.6公里處另有嘉明妹池。
三叉山西北側為拉庫音溪（荖濃溪–高屏溪水系），南側為新武呂溪（卑南溪水系），東北側往東方分出連接新康山的支稜北側為闊闊斯溪，新康山支稜南側、布拉克桑山支稜東側為清水溪（拉庫拉庫溪–秀姑巒溪水系）。

## 事件

### 三叉山山難
1945年9月10日，二次大戰日本宣佈投降後，一架從菲律賓起飛的軍機，載滿已釋放的美軍俘虜，在三叉山東北方撞毀，機上26人全部罹難，又造成由日軍警組成之搜救隊（前中後三隊）前隊有26人在途中遇難，前隊生還者僅憲兵曹長後山定1人，史稱「三叉山事件」。

### 大鵬空照墜機事件
2012年8月30日，大鵬航空航照機失聯。9月1日發現在三叉山東方失事，機上3人正副駕駛及航測空拍員喪生。